# Burg Strenger Felsen
Die Burg Strenger Felsen (auch Strengifelsen) ist die Ruine einer Höhenburg bei Degerfelden, einem Stadtteil von Rheinfelden im Landkreis Lörrach.

## Geographische Lage
Die Felsenburg liegt auf 388,1 m ü. NHN östlich von Degerfelden und westlich vom Strengen Felsen, einem Muschelkalkfelsen im Nollinger Berg, durch den der Tunnel der A 861 führt. Die Gemarkungsgrenze zwischen den Rheinfelder Stadtteilen Degerfelden und Nollingen verläuft auf der etwas östlich und höher gelegenen Anhöhe „Auf dem Neuhaus“. Im Norden der Fliehburg liegt das Gewann „Schloßhalde“. Nach Westen fällt das Gelände etwa 70 Meter steil zum Wolfsgraben ab.

## Anlage
Von der 1926 wiederentdeckten trapezförmigen Burg, deren frühere Bedeutung unbekannt ist, sind nur noch Mauerreste vorhanden, die nach ihrer Entdeckung restauriert wurden. Zum Schutz vor Verwitterung wurde auf die Mauerkrone ein Mörtelestrich aufgetragen. Die Länge der Westmauer beträgt etwa 25,75 Meter, die im rechten Winkel angesetzte Nordmauer etwa 12,2 Meter. Die etwa acht Meter lange Südmauer verläuft leicht schräg gegen Norden hin, wo die ebenfalls schräg versetzte 25 Meter lange Ostmauer die Anlage schließt. Die Stärke der Mauern variiert zwischen 1,5 Meter und 2 Meter. Die Mauern bestehen aus einem zweischaligen Mauerwerk aus Muschelkalkfindlingen. Der Zugang ist eine 1,95 Meter breite Öffnung am nördlichen Ende der Westmauer.

## Zweck
In der Literatur wird auf eine Schenkungsurkunde von 1345 verwiesen, was auf eine Bewohnung ähnlich wie bei der Burg in Tegerfelden schließen lässt. Es handelt sich wohl um keine hoch- oder spätmittelalterliche Anlage. Möglicherweise war es eine Fliehburg, die schon im 9. Jahrhundert angelegt und danach zu verschiedenen Zeiten genutzt wurde. Ein römischer Ursprung kann aufgrund der Lage nicht ausgeschlossen werden.

## Geschichte
Zu den Bewohnern der Burg „Strenger Felsen“ dürfen die Herren von Tegerfelden gezählt werden. In welchem Verhältnis jedoch das dort ansässige, ab dem 13. Jahrhundert mehrfach erwähnte Rittergeschlecht (miles) zum gleichnamigen Geschlecht der Freiherren von Tegerfelden im Kanton Aargau stand, ist nicht zweifelsfrei geklärt. Möglich ist, dass die Herren von Tegerfelden-Rheinfelden den freiherrlichen Status durch Streitigkeiten oder nicht standesgemäße Ehen verloren oder dass es sich bei den Herren von Tegerfelden-Rheinfelden um ein Ministerialadelsgeschlecht der Freiherren von Tegerfelden handelt, was wahrscheinlicher ist. Zu beobachten ist, dass die als „Bälber von Tegerfelden“ bezeichnete Linie bei Rheinfelden noch vor dem Erlöschen der freiherrlichen Linie von Tegerfelden im Aargau 1254 ihrem, durch zahlreiche Verkäufe geprägten, langsamen Untergang entgegenging. Bereits 1239 traten sie in eine Art Vasallenverhältnis zu den Herren von Tiefenstein.
Die Herren von Tegerfelden-Rheinfelden hatten ihre Stammburg im Ortszentrum von Degerfelden beim Zusammenfluss des Waid- und des Siebensteinbachs, die heute vollständig verschwunden ist. Diese und vermutlich auch die Burg Strenger Felsen die wohl ebenfalls in deren Besitz war, wurden bereits im 13. Jahrhundert in der Auseinandersetzung mit Rudolf von Habsburg, dem späteren deutschen König im 13. Jahrhundert gebrochen. Anderen Quellen zur Folge wurden alle Burgen der Herren von Tegerfelden wegen deren Beteiligung an der Ermordung König Albrecht von Habsburg im Jahr 1309 zerstört. Ob die Burg Strenger Felsen, welche in der Gegend auch als Eulenburg oder Altes Schloss bezeichnet wird, wie behauptet, tatsächlich 1356 beim großen Erdbeben zerstört worden ist oder ob sie nicht bereits zu diesem Zeitpunkt zerstört war, muss demnach offenbleiben.